# Buck Island Reef National Monument
Het Buck Island Reef National Monument is een nationaal monument op de Amerikaanse Maagdeneilanden. Het park bestaat uit het eiland Buck Island en de omringende zee. Het ligt ongeveer 2,5 km ten noorden van het eiland Saint Croix. Sinds 1961 is het eiland en omringende zee beschermd als strikt natuurreservaat.

## Eiland
Buck Island is een 71 hectare groot eiland dat ten noorden van Saint Croix ligt. Het eiland bevat stranden, droog woud en manzanillabossen. Het eiland werd bewoond door Taíno inheemsen, en er is aardewerk uit de 5e eeuw aangetroffen. De Taíno hadden schelpenbergen achtergelaten, maar die zijn door orkanen en de zee vernield.
Johann Diedrich was de eerst bekende bewoner. In 1772 woonde Diedrich op het eiland met 3 slaven. In 1789 werd een lichtopstand op het hoogste punt van ongeveer 100 meter gebouwd, en woonde de wachter met zijn gezin en slaven op het eiland. In 1841 had het eiland 6 inwoners.
In 2008 werd de endemische hagedis Pholidoscelis polops die alleen nog maar op twee kleine eilandjes bij Saint Croix voorkwam, uitgezet op Buck Island.

## Nationaal monument
De koraalriffen rond Buck Island werden beschouwd als een van de mooiste riffen van het Caraïbisch gebied. Op 28 december 1961 werd Buck Island en een gebied van 285 hectare rondom het eiland aangewezen als nationaal monument.
Bruine pelikanen en Amerikaanse dwergsternen broeden op het eiland. De stranden worden gebruikt door karet-, soep- en lederschildpadden. De riffen rond Buck Island zijn de enige plaats in de Verenigde Staten waar de koraalsoort Acropora palmata voorkomt die ongeveer twee derde van het water rondom het eiland omringen. In 2001 werd het nationaal monument uitgebreid tot een gebied van 76,84 km2.
Buck Island kan per boot worden bezocht, maar er moet een vergunning worden aangevraagd, en er gelden veel beperkingen omdat het een natuurreservaat is.

## Galerij

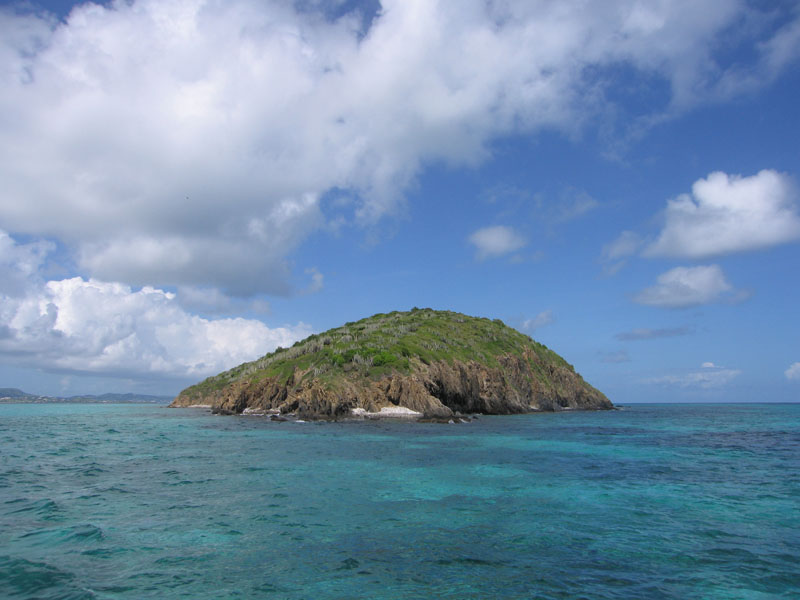
Buck Island
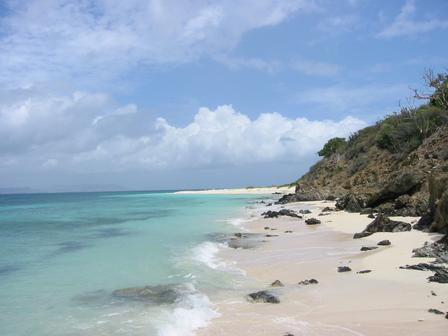
Strand van Buck Island
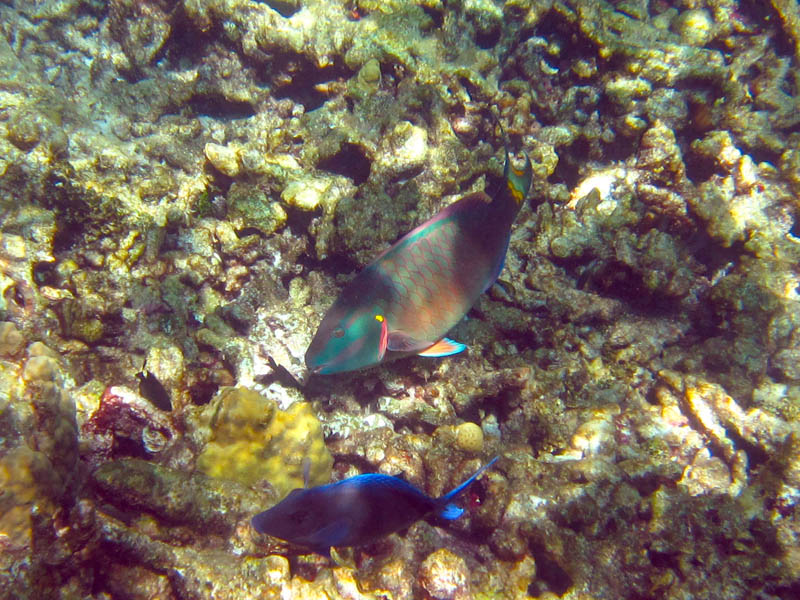
Sparisoma viride op het rif
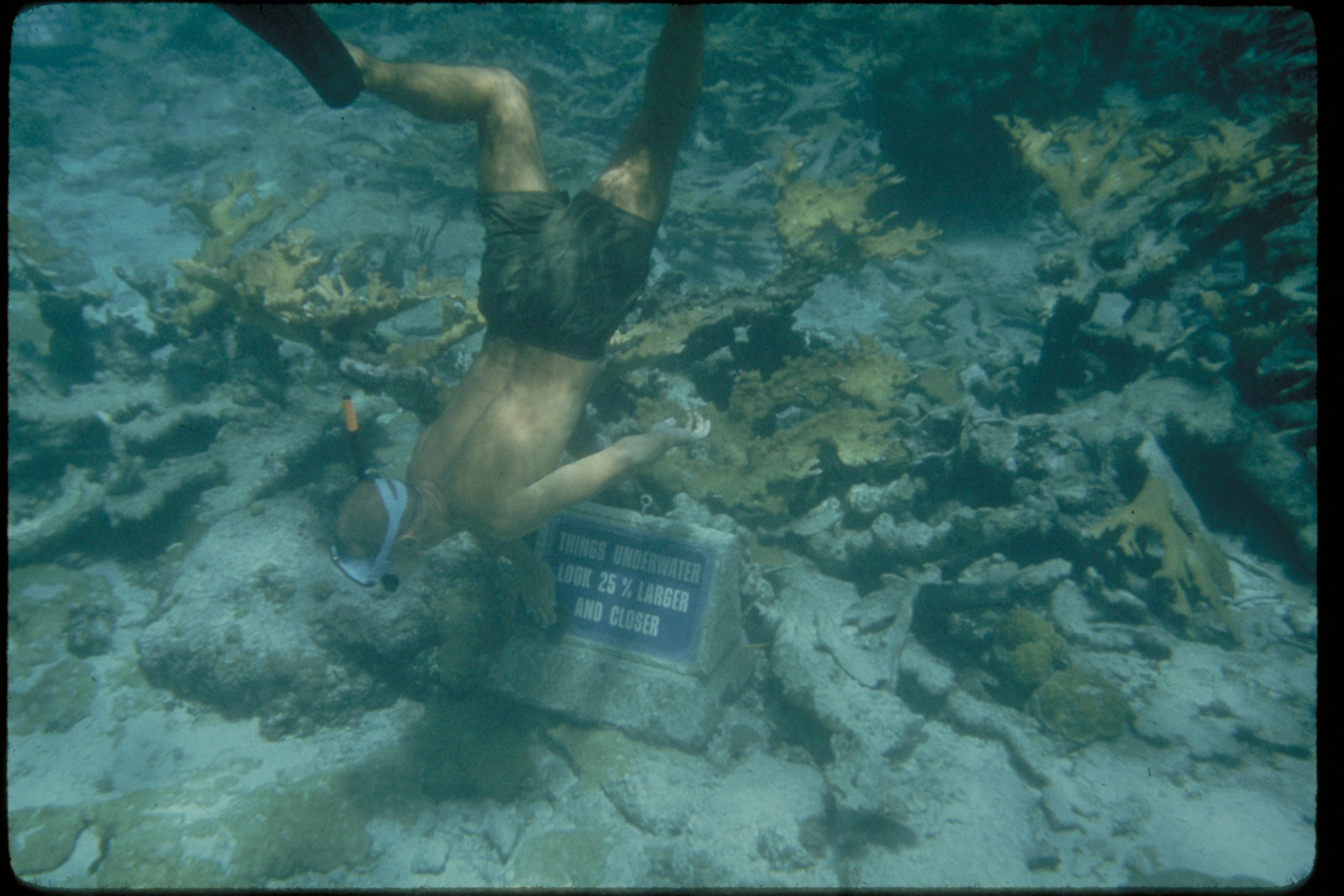
Duiker